# 유고슬라비아 대통령직
유고슬라비아 사회주의 연방공화국 대통령직은 유고슬라비아 사회주의 연방공화국의 집단국가원수이다. 1963년 헌법 개헌안에 따라 1971년에 도입되었고 1974년 헌법으로 재조직되었다. 1974년까지 대통령직은 23명의 구성원으로 이루어졌다. 각 공화국에서 3명, 각 자치주에서 2명, 그리고 대통령 요시프 브로즈 티토로 구성되었다. 1974년에 대통령직은 각 공화국 및 자치주에서 1명씩, 그리고 1988년까지 유고슬라비아 공산주의자동맹 의장이 당연직으로, 총 구성원 9명으로 축소되었다.

## 헌법상 권한
1974년 헌법에 따르면, 대통령직은 다음과 같은 권한을 가졌다.
- 국내외 연방 대표
- 유고슬라비아 인민군 지휘, 전쟁 및 평화 시 군대 사용 결정
- 유고슬라브 민족 평등 보호
- 헌법 질서 보호
- 연방 총리 후보 지명
- 연방 헌법재판소 후보 지명
- 대사 및 장군, 제독 임명
- 국방위원회 및 필요시 다른 기관 임명 (그 중 하나는 헌정질서보호 연방위원회)
- 사면 및 국가 훈장 수여

대통령직은 각 공화국 및 자치주 의회에서 선출되어 유고슬라비아 사회주의 연방공화국 연방의회에서 선포된 8명의 구성원과 유고슬라비아 공산주의자동맹 대통령직 위원장이 합쳐 9명 구성원으로 이루어졌다. 공산주의자동맹 지도자의 이 당연직 구성원 자격은 1988년 가을의 개헌으로 폐지되었다. 대통령직의 임기는 5년이었으므로, 9명의 구성원으로 이루어진 대통령직은 1974년, 1979년, 1984년, 1989년에 총 4번 선출되었다.
1980년까지 대통령직의 대부분의 권한(그리고 국가 전반에 대한 통제)은 실제로 요시프 브로즈 티토가 행사했다. 그는 신헌법 제333조에 따라 무기한 임기의 공화국 대통령으로 선출되었다. 1980년 5월 티토의 사망 이후 대통령 직책은 자동으로 폐지되었고 대통령직은 헌법에 따라 기능하기 시작했다.
때때로 대통령직은 확대된 구성으로 회의(확대회의)를 개최했다. 실제 대통령직 구성원 외에 확대회의에는 연방의회 의장, 연방집행평의회 (정부) 의장 및 부의장, 국방부, 내무부 및 외무부 장관, 노동인민사회주의동맹 연방회의 의장, 그리고 유고슬라비아 공화국 및 자치주 대통령직 위원장이 참여했다. 확대 대통령직은 헌법에 명시되지 않은 자문 기구였으므로 이 회의에서의 결정은 법적으로 구속력이 없었다.

## 티토 사망 이후
공화국 대통령으로서 티토는 당연직 유고슬라비아 대통령직 위원장이었다. 티토의 사망 이후 새로운 대통령직 위원장은 매년 선출되었다. 지도자적 위치에서 각 구성원의 위원장 순환 순서는 사전에 합의되었으므로, 이 연례 선거는 순수히 형식적인 절차였다. 순환제는 1991년 5월에야 중단되었다. 프라뇨 투지만의 새로운 크로아티아 정부 대표인 스테판 메시치는 대통령직 위원장이 될 예정이었으나, 세르비아 지도자 슬로보단 밀로셰비치가 통제하는 대통령직의 절반의 반대로 선출되지 못했다. 붕괴하는 연방의 최고 국가 직책은 메시치가 마침내 선출된 7월 1일까지 공석이었다.

티토 사망 후 불과 1년 만에 유고슬라비아 지도자는 코소보에서 발생한 폭력적인 폭동에 직면해야 했다. 1981년 4월 2일 치비예틴 미야토비치 위원장이 이끄는 대통령직은 프리슈티나와 코소브스카미트로비차에 비상사태를 선포했으며, 이는 일주일간 지속되었다. 대통령직은 1989년 2월 27일 라이프 디즈다레비치 위원장 하에 코소보 전역에 다시 비상사태를 선포했는데, 이는 코소보에서 훨씬 더 심각한 소요사태가 발생했기 때문이었다. 티토 사망 이후 유고슬라비아에서 세 번째로 코소보에 비상사태가 선포된 것은 1990년 2월이었다.
1989년 5월에 선출된 마지막 대통령직 구성은 연방 일부 지역의 정치적 다원주의 접근 방식과 유고슬라비아의 시작된 분열이 전부 드러나는 상황이었다.
- 슬로베니아의 야네스 드르노우셰크와 보스니아 헤르체고비나의 보기치 보기체비치는 각 공화국에서 직접 선거로 선출되었다.[11]
- 세르비아, 자치주(코소보, 보이보디나), 몬테네그로 대표, 즉 대통령직의 절반은 사실상 슬로보단 밀로셰비치의 통제 하에 있었다.[6][12]
- 강력한 친유고슬라비아 의견을 가진 크로아티아 대표인 스티페 슈바르[13]는 1990년 10월 크로아티아 정부가 지명한 스테판 메시치로 교체되었다.[14]

1991년 여름 메시치와 드루노우셰크는 자신 소속 공화국이 독립했음을 간주하여 대통령직 회의에 참석하지 않았다. 그 뒤를 보기체비치와 마케도니아의 바실 투푸르코프스키가 따르면서 대통령직은 사실상 기능을 중단했다. 비록 세르비아, 그 자치주(코소보, 보이보디나), 몬테네그로 출신 구성원은 계속해서 스스로를 유고슬라비아인으로 간주하며 유고슬라비아 연방공화국이 선포된 1992년까지 회의를 열었지만, 이 연방공화국에서는 개인 국가원수가 연방의회에서 선출되었다.

## 구성원 (1971년~1992년)
| 1971년~1974년 대통령직 |                                          |                                                 |
| 이름 | 위원장 임기                              | 대표 지역                                       |
| 요시프 브로즈 티토 | 1971년 6월 30일 – 1974년 5월 15일        | 공화국 대통령, 유고슬라비아 공산주의자동맹 의장 |
| 비도예 자르코비치 벨코 미추노비치 도브로슬라브 출라피치                                                                            |                                          | SR 몬테네그로                                   |
| 요시프 라야치치 후임 스레텐 코바체비치 마차시 켈레만 후임 이다 사보 부인                                                           |                                          | SAP 보이보디나                                  |
| 일라즈 쿠르테스히 벨리 데바 |                                          | SAP 코소보                                      |
| 니콜라 민체프 크르스테 츠르벤코프스키 키로 글리고로프 후임 라자르 콜리셰프스키                                                     |                                          | SR 마케도니아                                   |
| 함디야 포즈데라츠 라토미르 두고니치 아우구스틴 파피치                                                                              |                                          | SR 보스니아 헤르체고비나                        |
| 세르게이 크라이그헤르 마르코 불츠 미티아 리비치치                                                                                  |                                          | SR 슬로베니아                                   |
| 드라고슬라브 마르코비치 도브리보예 비디치 코차 포포비치 후임 드라기 스타멘코비치                                                   |                                          | SR 세르비아                                     |
| 야코브 블라제비치 주로 클라다린 미코 트리팔로 후임 밀란 미슈코비치                                                                 |                                          | SR 크로아티아                                   |
| 1974년~1979년 대통령직 |                                          |                                                 |
| 요시프 브로즈 티토 | 1974년 5월 15일 – 1979년 5월 15일        | 공화국 대통령, 유고슬라비아 공산주의자동맹 의장 |
| 비도예 자르코비치 |                                          | SR 몬테네그로                                   |
| 스테반 도론스키 |                                          | SAP 보이보디나                                  |
| 파딜 혹스하 |                                          | SAP 코소보                                      |
| 라자르 콜리셰프스키 |                                          | SR 마케도니아                                   |
| 치비예틴 미야토비치 |                                          | SR 보스니아 헤르체고비나                        |
| 에드바르트 카르델1 1979년 세르게이 크라이그헤르                                                                                    |                                          | SR 슬로베니아                                   |
| 페타르 스탐볼리치 |                                          | SR 세르비아                                     |
| 블라디미르 바카리치 |                                          | SR 크로아티아                                   |
| 1979년~1984년 대통령직 |                                          |                                                 |
| 요시프 브로즈 티토1 | 1979년 5월 15일 – 1980년 5월 4일         | 공화국 대통령, 유고슬라비아 공산주의자동맹 의장 |
| 비도예 자르코비치 |                                          | SR 몬테네그로                                   |
| 스테반 도론스키1 1981년 라도반 블라이코비치                                                                                        |                                          | SAP 보이보디나                                  |
| 파딜 호자 |                                          | SAP 코소보                                      |
| 라자르 콜리셰프스키 | 1980년 5월 4일 ~1980년 5월 15일          | SR 마케도니아                                   |
| 치비예틴 미야토비치 | 1980년 5월 15일 ~1981년 5월 15일         | SR 보스니아 헤르체고비나                        |
| 세르게이 크라이그헤르 | 1981년 5월 15일 ~1982년 5월 15일         | SR 슬로베니아                                   |
| 페타르 스탐볼리치 | 1982년 5월 15일 ~1983년 5월 15일         | SR 세르비아                                     |
| 블라디미르 바카리치1 1983년 미카 슈필랴크                                                                                          | 1983년 5월 15일 ~1984년 5월 15일         | SR 크로아티아                                   |
| 1980년 스테반 도론스키 1980년 라자르 모이소프 1981년 두샨 드라고사바츠 1982년 미티아 리비치치 1983년 드라고슬라브 마르코비치       |                                          | 유고슬라비아 공산주의자동맹                     |
| 1984년~1989년 대통령직 |                                          |                                                 |
| 베셀린 주라노비치 | 1984년 5월 15일 ~1985년 5월 15일         | SR 몬테네그로                                   |
| 라도반 블라이코비치 | 1985년 5월 15일 ~1986년 5월 15일         | SAP 보이보디나                                  |
| 시난 하사니 | 1986년 5월 15일 ~1987년 5월 15일         | SAP 코소보                                      |
| 라자르 모이소프 | 1987년 5월 15일 ~1988년 5월 15일         | SR 마케도니아                                   |
| 브란코 미쿨리치2 1986년 함디야 포즈데라츠3 1987년 라이프 디즈다레비치                                                              | 1988년 5월 15일 ~1989년 5월 15일         | SR 보스니아 헤르체고비나                        |
| 스타네 돌란츠 |                                          | SR 슬로베니아                                   |
| 니콜라 류비치치 |                                          | SR 세르비아                                     |
| 요시프 브르호베츠 |                                          | SR 크로아티아                                   |
| 1984년 알리 수크리야 1985년 비도예 자르코비치 1986년 밀란코 레노비차 1987년 보슈코 크루니치 1988년 스티페 슈바르 (1988년 11월까지) |                                          | 유고슬라비아 공산주의자동맹                     |
| 1989년~1992년 대통령직 |                                          |                                                 |
| 드라구틴 젤레노비치5 1990년 유고슬라브 코스티치                                                                                    |                                          | SAP 보이보디나                                  |
| 리자 사푼지우6 1991년 세이도 바이라모비츠                                                                                          |                                          | SAP 코소보                                      |
| 바실 투푸르코프스키 |                                          | SR 마케도니아 / 마케도니아 공화국               |
| 보기치 보기체비치 |                                          | SR 보스니아 헤르체고비나                        |
| 야네스 드르노우셰크 | 1989년 5월 15일 ~1990년 5월 15일         | SR 슬로베니아 / 슬로베니아 공화국               |
| 보리사브 요비치 | 1990년 5월 15일 – 1991년 5월 15일        | SR 세르비아 / 세르비아 공화국                   |
| 스티페 슈바르4 1990년 스테판 메시치                                                                                                | 1991년 7월 1일 ~1991년 10월 3일          | SR 크로아티아 / 크로아티아 공화국               |
| 네나드 부친7 1991년 브란코 코스티치                                                                                                | 1991년 12월 6일 – 1992년 6월 15일 (대행) | SR 몬테네그로                                   |

### 참조
1. 재임 중 사망
2. 연방집행평의회 의장이 되면서 사임
3. 아그로코메르츠 스캔들 연루 혐의로 사임
4. 크로아티아 의회에게 소환됨
5. 세르비아 의회에게 소환됨
6. 세르비아 의회에게 소환됨
7. 몬테네그로 의회에게 소환됨

## 구성원
- 유고슬라비아 대통령직 구성원 목록

## 같이 보기
- 유고슬라비아의 국가원수 목록
  - 유고슬라비아 대통령직 위원장
  - 유고슬라비아 대통령직 부위원장
- 유고슬라비아 총리
- 보스니아 헤르체고비나 대통령